# Pteroceltis tatarinowii
Pteroceltis tatarinowii – gatunek drzewa z rodziny konopiowatych, reprezentujący monotypowy rodzaj Pteroceltis. Występuje na rozległych obszarach Chin (prowincje Anhui, Fujian, południowe Gansu, Guangdong, Kuangsi, Kuejczou, Hebei, Henan, Hubei, Hunan, Jiangsu, Jiangxi, Liaoning (Dalian), południowo-wschodnia Qinghai, Shaanxi, Szantung, Shanxi, Syczuan, Zhejiang). Rośnie na terenach górskich na skałach wapiennych i w dolinach rzek i strumieni, do rzędnej 1500 m n.p.m. Drzewo sadzone jest jako ozdobne, poza tym pozyskuje się z niego drewno, jego kora stosowana jest do wyrobu papieru Xuan, a z nasion tłoczy się olej.

## Morfologia
PokrójDrzewo osiągające do 20 m wysokości. Kora od jasnoszarej do ciemnoszarej. Na gałązkach wyraźnie widoczne przetchlinki. Pąki zimowe jajowate.
LiścieOpadające zimą. U nasady z parą szybko odpadających, równowąskich przylistków. Liście osadzone są na omszonym ogonku długości od 0,5 do 1,5 cm. Blaszka liściowa szeroko jajowata do podługowatej, o długości 3–10 cm i szerokości 2–5 cm. Na brzegu blaszka nieregularnie piłkowana, na szczycie zaostrzona.
KwiatyRoślina jednopienna. Kwiaty męskie skupione są w pęczki i wyrastają w kącie najniższego liścia na jednorocznych gałązkach. Okwiat jest pięciolistkowy, także pręcików jest 5. Kwiaty żeńskie rozwijają się pojedynczo w kącie najwyższego liścia na jednorocznym pędzie. Okwiat jest czterolistkowy, listki są lancetowate. Zalążnia bocznie ścieśniona.
OwoceOrzech żółtawozielony do żółtawobrązowego, kształtu kulistawego do eliptycznego, o średnicy 1-1,7 cm, nagi lub omszony, osadzony na szypułce długości 1–2 cm, z trwałym okwiatem i słupkiem.